# Jožko Benedetič
Jožko Benedetič, slovenski rimskokatoliški duhovnik * 27. marec 1927, Vipolže, † 6. februar 1993, Rim, Italija.

## Življenje in delo
Rodil se je v kmečki družini očetu Jožefu st. in materi Gabrijeli (roj. Prinčič). Študij bogoslovja je začel v Gorici, nadaljeval in končal pa na Teološki fakulteti v Ljubljani, kjer je 29. junija 1951 tudi prejel mašniško posvečenje. V letih 1952−1963 je bil župnik v Šmartnem v Goriških brdih. Tu je obnovil župnijsko cerkve sv. Martina s freskami Toneta Kralja. Nato je bil v letih 1963−1977 spiritual v dijaškem semenišču v Vipavi, od 1977-1986 župnik v Solkanu, kjer je po načrtih arhitekta Franca Kvaternika v cerkvi sv. Štefana obnovil prezbiterij, po letu 1986 pa spiritual v Bogoslovnem semenišču Ljubljani. Sodeloval je s skupino duhovnikov, ki so v povojnem času na Goriškem prvi pričeli z veroukom srednješolcev in vodil škofijsko komisijo za duhovne poklice v koprski škofiji ter pisal članke duhovne in pastoralne vsebine v reviji Božje okolje in Cerkev v sedanjem času. 